# Mistrzostwa Azji w Maratonie 1994
Mistrzostwa Azji w Maratonie 1994 – zawody lekkoatletyczne na dystansie maratońskim, które odbyły się 6 lutego 1994 w Ōita (mężczyźni) oraz 13 marca 1994 w Nagoi (kobiety).
Były to czwarte odrębne mistrzostwa Azji w maratonie, we wcześniejszych latach trzykrotnie (1973, 1975 oraz 1985) konkurencję tę rozgrywano w ramach mistrzostw Azji w lekkoatletyce.

## Rezultaty

### Mężczyźni
| Konkurencja:    | 1. miejsce   | Rezultat | 2. miejsce        | Rezultat | 3. miejsce      | Rezultat |
| Bieg maratoński | Yukio Suzuki | 2:19:04  | Edwardus Nabunome | 2:21:09  | Kazumi Sakamoto | 2:21:38  |

### Kobiety
| Konkurencja:    | 1. miejsce | Rezultat | 2. miejsce | Rezultat | 3. miejsce | Rezultat |
| Bieg maratoński | Eriko Asai | 2:30:30  | Akiyo Goto | 2:3:41   | Winnie Ng  | 2:46:33  |